# Витебский завод электроизмерительных приборов
ОАО «Витебский завод электроизмерительных приборов» (ОАО «ВЗЭП»; бел. ААТ «Віцебскі завод электравымяральных прыбораў») — белорусская приборостроительная компания, расположенная в Витебске.

## История
Витебский завод электроизмерительных приборов (ВЗЭП) был создан в 1952 году на базе основанного в 1947 или 1948 году завода бытовых приборов. В свою очередь, завод бытовых приборов расположился в корпусах основанной в 1892 году очковой фабрики, эвакуированной в посёлок Суксун и не возвращённой в Витебск. В 1961 году в эксплуатацию введён главный корпус завода, в 1970 году — корпус гальванического и сборочного цехов. На предприятии были созданы мощности по литью цветных металлов, производству изделий из пластмасс. Первоначально завод подчинялся Министерству электротехнической промышленности СССР, в 1957—1965 годах — Совету народного хозяйства БССР. В 1965—1989 годах входил в систему Министерства приборостроения, средств автоматизации и систем управления СССР (в 1965—1968 годах — в Главном управлении по производству электроизмерительных приборов и средств телемеханики, в 1968—1971 годах — в «Главэлектроприбор», с 1971 года — во Всесоюзном ПО «Союзэлектроприбор». В 1977 году завод переименован в честь «60-летия Великого Октября». В 1985 году завод преобразован в головное предприятие Витебского производственного объединения «Электроизмеритель». В 1989—1990 годах завод подчинялся Министерству электротехнической промышленности и приборостроения СССР, в 1990—1991 годах — межотраслевому объединению «МТО Электромера», в 1991—1994 годах — Госкомитету Республики Беларусь по промышленности и межотраслевым производствам, с 1994 года — Министерству промышленности Республики Беларусь. В 2002 году завод преобразован в республиканское унитарное предприятие «Витебский завод электроизмерительных приборов», в 2010 году — в открытое акционерное общество. В 2011 году завод присоединён к холдингу «Автокомпоненты».

## Современное состояние
Завод выпускает вольтметры и амперметры переменного тока, частотомеры для измерения частоты переменного тока, малогабаритные трансформаторы, электрические термометры, указатели давления, различные виды приборов, щитков приборов и индикаторов для автомобилей и тракторов для бортовой сети на 12 В и 24 В, электронные счётчики электроэнергии, преобразователи, цифровые измерители, лабораторное оборудование. На предприятии работает около 1400 человек.